# Playoffs NBA 1989
Los Playoffs de la NBA de 1989 fueron el torneo final de la temporada 1988-89 de la NBA. Finalizó con la victoria de Detroit Pistons, después de ganar en las Finales de la Conferencia Este, barrió en las finales al campeón del Oeste, Los Angeles Lakers, por 4-0.
El MVP de las Finales fue Joe Dumars de los Detroit Pistons.
Los Pistons consiguieron uno de los playoffs más dominantes al vencer 15 de los 17 partidos de la serie. Los dos únicos partidos que perdió fueron ante los Chicago Bulls en las Finales de la Conferencia Este. Los Lakers irónicamente ganaron el campeonato del Oeste sin perder ningún partido, hasta que fueron eliminados por los Pistons en las Finales sin ganar un partido, de esta manera los de Detroit se vengaron de la derrota que les privó del título el año anterior.
Los Chicago Bulls alcanzaron las finales de la Conferencia Este por primera vez desde 1975 (y por primera vez en la carrera de Michael Jordan), pero su temporada acabó al enfrentarse a los Pistons que ganarían su segundo de tres títulos de conferencia consecutivos.
La derrota de Boston Celtics en primera ronda por 3-0 fue la primera vez en la cual los de Boston no conseguían pasar de octavos de final.

## Clasificación Playoff

### Conferencia Este
Detroit Pistons fue el mejor clasificado de la temporada y esto le facilitó la tarea a la hora de ganar el título.
A continuación se muestran la lista de los equipos clasificados en la conferencia Este:
1. Detroit Pistons
2. New York Knicks
3. Cleveland Cavaliers
4. Atlanta Hawks
5. Milwaukee Bucks
6. Chicago Bulls
7. Philadelphia 76ers
8. Boston Celtics

### Conferencia Oeste
Lakers con el mejor balance dispuso de la ventaja de campo durante todos los playoffs excepto en las finales.
A continuación se muestran la lista de los equipos clasificados en la conferencia Oeste:
1. Los Angeles Lakers
2. Utah Jazz
3. Phoenix Suns
4. Seattle Supersonics
5. Houston Rockets
6. Denver Nuggets
7. Golden State Warriors
8. Portland Trail Blazers

## Cuadro de enfrentamientos
|  | Primera Ronda     | Primera Ronda | Primera Ronda |   |           | Semifinales de Conferencia | Semifinales de Conferencia | Semifinales de Conferencia |  |    | Finales de Conferencia | Finales de Conferencia | Finales de Conferencia |  |    | Finales de la NBA | Finales de la NBA | Finales de la NBA |
|  |                   |               |               |   |           |                            |                            |                            |  |    |                        |                        |                        |  |    |                   |                   |                   |
|  | E1                | Detroit       | 3             |   |           |                            |                            |                            |  |    |                        |                        |                        |  |    |                   |                   |                   |
|  | E8                | Boston        | 0             |   |           |                            |                            |                            |  |    |                        |                        |                        |  |    |                   |                   |                   |
|  | E8                | Boston        | 0             |   | E1        | Detroit                    | 4                          |                            |  |    |                        |                        |                        |  |    |                   |                   |                   |
|  |                   |               |               |   | E1        | Detroit                    | 4                          |                            |  |    |                        |                        |                        |  |    |                   |                   |                   |
|  |                   | E5            | Milwaukee     | 0 |           |                            |                            |                            |  |    |                        |                        |                        |  |    |                   |                   |                   |
|  | E4                | E5            | Milwaukee     | 0 | Atlanta   | 2                          |                            |                            |  |    |                        |                        |                        |  |    |                   |                   |                   |
|  | E4                |               |               |   | Atlanta   | 2                          |                            |                            |  |    |                        |                        |                        |  |    |                   |                   |                   |
|  | E5                | Milwaukee     | 3             |   |           |                            |                            |                            |  |    |                        |                        |                        |  |    |                   |                   |                   |
|  | E5                | Milwaukee     | 3             |   |           |                            |                            |                            |  | E1 | Detroit                | 4                      |                        |  |    |                   |                   |                   |
|  | Conferencia Este  |               |               |   |           |                            |                            |                            |  | E1 | Detroit                | 4                      |                        |  |    |                   |                   |                   |
|  |                   | E6            | Chicago       | 2 |           |                            |                            |                            |  |    |                        |                        |                        |  |    |                   |                   |                   |
|  | E3                | E6            | Chicago       | 2 | Cleveland | 2                          |                            |                            |  |    |                        |                        |                        |  |    |                   |                   |                   |
|  | E3                |               |               |   | Cleveland | 2                          |                            |                            |  |    |                        |                        |                        |  |    |                   |                   |                   |
|  | E6                | Chicago       | 3             |   |           |                            |                            |                            |  |    |                        |                        |                        |  |    |                   |                   |                   |
|  | E6                | Chicago       | 3             |   | E2        | New York                   | 2                          |                            |  |    |                        |                        |                        |  |    |                   |                   |                   |
|  |                   |               |               |   | E2        | New York                   | 2                          |                            |  |    |                        |                        |                        |  |    |                   |                   |                   |
|  |                   | E6            | Chicago       | 4 |           |                            |                            |                            |  |    |                        |                        |                        |  |    |                   |                   |                   |
|  | E2                | E6            | Chicago       | 4 | New York  | 3                          |                            |                            |  |    |                        |                        |                        |  |    |                   |                   |                   |
|  | E2                |               |               |   | New York  | 3                          |                            |                            |  |    |                        |                        |                        |  |    |                   |                   |                   |
|  | E7                | Philadelphia  | 0             |   |           |                            |                            |                            |  |    |                        |                        |                        |  |    |                   |                   |                   |
|  | E7                | Philadelphia  | 0             |   |           |                            |                            |                            |  |    |                        |                        |                        |  | E1 | Detroit           | 4                 |                   |
|  |                   |               |               |   |           |                            |                            |                            |  |    |                        |                        |                        |  | E1 | Detroit           | 4                 |                   |
|  |                   | O1            | LA Lakers     | 0 |           |                            |                            |                            |  |    |                        |                        |                        |  |    |                   |                   |                   |
|  | O1                | O1            | LA Lakers     | 0 | LA Lakers | 3                          |                            |                            |  |    |                        |                        |                        |  |    |                   |                   |                   |
|  | O1                |               |               |   | LA Lakers | 3                          |                            |                            |  |    |                        |                        |                        |  |    |                   |                   |                   |
|  | O8                | Portland      | 0             |   |           |                            |                            |                            |  |    |                        |                        |                        |  |    |                   |                   |                   |
|  | O8                | Portland      | 0             |   | O1        | LA Lakers                  | 4                          |                            |  |    |                        |                        |                        |  |    |                   |                   |                   |
|  |                   |               |               |   | O1        | LA Lakers                  | 4                          |                            |  |    |                        |                        |                        |  |    |                   |                   |                   |
|  |                   | O4            | Seattle       | 0 |           |                            |                            |                            |  |    |                        |                        |                        |  |    |                   |                   |                   |
|  | O4                | O4            | Seattle       | 0 | Seattle   | 3                          |                            |                            |  |    |                        |                        |                        |  |    |                   |                   |                   |
|  | O4                |               |               |   | Seattle   | 3                          |                            |                            |  |    |                        |                        |                        |  |    |                   |                   |                   |
|  | O5                | Houston       | 1             |   |           |                            |                            |                            |  |    |                        |                        |                        |  |    |                   |                   |                   |
|  | O5                | Houston       | 1             |   |           |                            |                            |                            |  | O1 | LA Lakers              | 4                      |                        |  |    |                   |                   |                   |
|  | Conferencia Oeste |               |               |   |           |                            |                            |                            |  | O1 | LA Lakers              | 4                      |                        |  |    |                   |                   |                   |
|  |                   | O3            | Phoenix       | 0 |           |                            |                            |                            |  |    |                        |                        |                        |  |    |                   |                   |                   |
|  | O3                | O3            | Phoenix       | 0 | Phoenix   | 3                          |                            |                            |  |    |                        |                        |                        |  |    |                   |                   |                   |
|  | O3                |               |               |   | Phoenix   | 3                          |                            |                            |  |    |                        |                        |                        |  |    |                   |                   |                   |
|  | O6                | Denver        | 0             |   |           |                            |                            |                            |  |    |                        |                        |                        |  |    |                   |                   |                   |
|  | O6                | Denver        | 0             |   | O3        | Phoenix                    | 4                          |                            |  |    |                        |                        |                        |  |    |                   |                   |                   |
|  |                   |               |               |   | O3        | Phoenix                    | 4                          |                            |  |    |                        |                        |                        |  |    |                   |                   |                   |
|  |                   | O7            | Golden State  | 1 |           |                            |                            |                            |  |    |                        |                        |                        |  |    |                   |                   |                   |
|  | O2                | O7            | Golden State  | 1 | Utah      | 0                          |                            |                            |  |    |                        |                        |                        |  |    |                   |                   |                   |
|  | O2                |               |               |   | Utah      | 0                          |                            |                            |  |    |                        |                        |                        |  |    |                   |                   |                   |
|  | O7                | Golden State  | 3             |   |           |                            |                            |                            |  |    |                        |                        |                        |  |    |                   |                   |                   |

## Conferencia Este
Campeón: Detroit Pistons
Primera Ronda
(1) Detroit Pistons vs. (8) Boston Celtics:
Pistons ganó la serie 3-0
- Partido 1 - Detroit: Detroit 101, Boston 91
- Partido 2 - Detroit: Detroit 102, Boston 95
- Partido 3 - Boston: Detroit 100, Boston 85

(2) New York Knicks vs. (7) Philadelphia 76ers:
Knicks ganó la serie 3-0
- Partido 1 - New York: New York 102, Philadelphia 96
- Partido 2 - New York: New York 107, Philadelphia 106
- Partido 3 - Philadelphia: New York 116, Philadelphia 115

(3) Cleveland Cavaliers vs. (6) Chicago Bulls:
Bulls ganó la serie 3-2
- Partido 1 - Cleveland: Chicago 95, Cleveland 88
- Partido 2 - Cleveland: Cleveland 96, Chicago 88
- Partido 3 - Chicago: Chicago 101, Cleveland 94
- Partido 4 - Chicago: Cleveland 108, Chicago 105
- Partido 5 - Cleveland: Chicago 101, Cleveland 100

(4) Atlanta Hawks vs. (5) Milwaukee Bucks:
Bucks ganó la serie 3-2
- Partido 1 - Atlanta: Atlanta 100, Milwaukee 92
- Partido 2 - Atlanta: Milwaukee 108, Atlanta 98
- Partido 3 - Milwaukee: Milwaukee 117, Atlanta 113
- Partido 4 - Milwaukee: Atlanta 113, Milwaukee 106
- Partido 5 - Atlanta: Milwaukee 96, Atlanta 92

Semifinales de Conferencia
(1) Detroit Pistons vs. (5) Milwaukee Bucks:
Pistons ganó la serie 4-0
- Partido 1 - Detroit: Detroit 85, Milwaukee 80
- Partido 2 - Detroit: Detroit 112, Milwaukee 92
- Partido 3 - Milwaukee: Detroit 110, Milwaukee 90
- Partido 4 - Milwaukee: Detroit 96, Milwaukee 94

(2) New York Knicks vs. (6) Chicago Bulls:
Bulls ganó la serie 4-2
- Partido 1 - New York: Chicago 120, New York 109
- Partido 2 - New York: New York 114, Chicago 97
- Partido 3 - Chicago: Chicago 111, New York 88
- Partido 4 - Chicago: Chicago 106, New York 93
- Partido 5 - New York: New York 121, Chicago 114
- Partido 6 - Chicago: Chicago 113, New York 111

Michael Jordan convitirtió dos tiros libres para ganar la serie.
Finales de Conferencia
(1) Detroit Pistons vs. (6) Chicago Bulls:
Pistons ganó la serie 4-2
- Partido 1 - Detroit: Chicago 94, Detroit 88
- Partido 2 - Detroit: Detroit 100, Chicago 91
- Partido 3 - Chicago: Chicago 99, Detroit 97
- Partido 4 - Chicago: Detroit 86, Chicago 80
- Partido 5 - Detroit: Detroit 94, Chicago 85
- Partido 6 - Chicago: Detroit 103, Chicago 94

## Conferencia Oeste
Campeón: Los Angeles Lakers
Primera Ronda
(1) Los Angeles Lakers vs. (8) Portland Trail Blazers:
Lakers ganó la serie 3-0
- Partido 1 - Los Ángeles: Los Angeles 128, Portland 108
- Partido 2 - Los Ángeles: Los Angeles 113, Portland 105
- Partido 3 - Portland: Los Angeles 116, Portland 108

(2) Utah Jazz vs. (7) Golden State Warriors:
Warriors ganó la serie 3-0
- Partido 1 - Utah: Golden State 123, Utah 119
- Partido 2 - Utah: Golden State 99, Utah 91
- Partido 3 - Golden State: Golden State 120, Utah 106

(3) Phoenix Suns vs. (6) Denver Nuggets:
Suns ganó la serie 3-0
- Partido 1 - Phoenix: Phoenix 104, Denver 103
- Partido 2 - Phoenix: Phoenix 132, Denver 114
- Partido 3 - Denver: Phoenix 130, Denver 121

(4) Seattle SuperSonics vs. (5) Houston Rockets:
Sonics ganó la serie 3-1
- Partido 1 - Seattle: Seattle 111, Houston 107
- Partido 2 - Seattle: Seattle 109, Houston 97
- Partido 3 - Houston: Houston 126, Seattle 107
- Partido 4 - Houston: Seattle 98, Houston 96

Semifinales de Conferencia
(1) Los Angeles Lakers vs. (4) Seattle SuperSonics:
Lakers ganó la serie 4-0
- Partido 1 - Los Ángeles: Los Angeles 113, Seattle 102
- Partido 2 - Los Ángeles: Los Angeles 130, Seattle 108
- Partido 3 - Seattle: Los Angeles 91, Seattle 86
- Partido 4 - Seattle: Los Angeles 97, Seattle 95

(3) Phoenix Suns vs. (7) Golden State Warriors:
Suns ganó la serie 4-1
- Partido 1 - Phoenix: Phoenix 130, Golden State 103
- Partido 2 - Phoenix: Golden State 127, Phoenix 122
- Partido 3 - Golden State: Phoenix 113, Golden State 104
- Partido 4 - Golden State: Phoenix 135, Golden State 99
- Partido 5 - Phoenix: Phoenix 116, Golden State 104

Finales de Conferencia
(1) Los Angeles Lakers vs. (3) Phoenix Suns:
Lakers ganó la serie 4-0
- Partido 1 - Los Ángeles: Los Angeles 127, Phoenix 119
- Partido 2 - Los Ángeles: Los Angeles 101, Phoenix 95
- Partido 3 - Phoenix: Los Angeles 110, Phoenix 107
- Partido 4 - Phoenix: Los Angeles 122, Phoenix 117

## Finales NBA
(1) Detroit Pistons vs. (1) Los Angeles Lakers:
Pistons ganó la serie 4-0
- Partido 1 - Detroit: Detroit 109, Los Ángeles 97
- Partido 2 - Detroit: Detroit 108, Los Ángeles 105
- Partido 3 - Los Ángeles: Detroit 114, Los Ángeles 108
- Partido 4 - Los Ángeles: Detroit 105, Los Ángeles 97